# Carlo Feltrinelli
Il marchese Carlo Feltrinelli di Gargnano (Milano, 27 agosto 1881 – Milano, 8 novembre 1935) è stato un imprenditore e banchiere italiano.

## Biografia
Carlo Feltrinelli nasce a Milano nel 1881, figlio di Giovanni e di Maria Pretz, austriaca.
La famiglia era proprietaria della “Legnami Feltrinelli”, fondata ad inzio ottocento per fornire castagno e rovere necessari per proteggere le limonaie in cui venivano coltivati gli agrumi.
La denominazione della famiglia deriva probabilmente da Feltre, luogo d'origine prima di trasferirsi a Gargnano sul Garda, per poi essere noti tramite una variante della forma dialettale di feltrinèi.

### Attività imprenditoriale
Il padre e lo zio Giacomo, imprenditori del settore del legname, si erano inseriti vantaggiosamente nel mercato delle costruzioni ferroviarie con le forniture di legname per le traversine e per la costruzione dei vagoni, e avevano ingrandito l'attività negli anni Ottanta dell'Ottocento, nella fase di avvio dello sviluppo industriale lombardo e della crescita urbanistica di Milano. Queste spinte positive avevano indotto i Feltrinelli ad assicurarsi il controllo diretto delle fonti di approvvigionamento per la loro attività, dando così avvio alla creazione di quello che, nel giro di qualche anno, sarebbe diventato un autentico impero internazionale nel campo della coltivazione e della lavorazione del legname, dotato di estese proprietà nelle foreste dell'Impero austro-ungarico.

### Banca Feltrinelli
Nel 1892 i due fratelli Feltrinelli costituiscono una casa bancaria privata, capace di inserirsi in alcune delle più importanti operazioni finanziarie e immobiliari della città e a livello nazionale. Una delle prime grandi operazioni della Banca Feltrinelli è un'intesa con la Edison (Società italiana di elettricità). Verso la fine del XIX secolo il settore dei legnami è ancora la principale attività della famiglia Feltrinelli, ma il ramo immobiliare e dell'edilizia si affianca al primo e diventa di grande rilevanza per Giacomo Feltrinelli, soprattutto dopo la morte del fratello Giovanni, nel 1896. Nel 1899 la Banca Feltrinelli si inserisce nelle operazioni di liquidazione della romana Banca Tiberina, acquisendo la proprietà del complesso degli immobili sul lato sinistro di piazza Esedra, nel centro di Roma.

### Primi passi imprenditoriali
Il giovane Carlo Feltrinelli, dopo aver conseguito la licenza ginnasiale, completa gli studi a Bolzano, impara il tedesco e, nei primi anni del XX secolo, raggiunta la maggiore età, viene inserito a pieno titolo nelle attività economiche della famiglia. La società Feltrinelli, dopo la conclusione della lunga fase delle costruzioni ferroviarie in Italia, ottiene commesse per la fornitura delle traversine alle ferrovie greche e costruisce, nel 1898, una linea ferroviaria in Bosnia per il trasporto del legname dalle foreste dell'interno fino alla costa; per curare meglio la complessità degli affari rumeni viene anche costituita un'impresa nel 1906, la Società forestale Feltrinelli, la cui sede sarà in seguito spostata a Fiume.
Le attività immobiliari e finanziarie diventano nel frattempo sempre più importanti. È del 1907 la costituzione della Società di costruzioni e imprese fondiarie; nello stesso anno l'impresa di famiglia viene coinvolta in una delle operazioni immobiliari più importanti per lo sviluppo urbanistico di Milano, la costituzione della Società quartiere industriale Nord Milano, che ha come scopo l'urbanizzazione di una vasta area nei territori comunali di Greco, Niguarda, Sesto, Bresso e Cinisello, attorno agli insediamenti industriali della Breda, della Pirelli e della Falck.
Negli anni che precedono la Prima guerra mondiale la casa bancaria Feltrinelli scala importanti posizioni nel mondo finanziario milanese e continua a far parte del pool bancario che appoggia la Edison in tutte le sue operazioni finanziarie. La Banca riesce ad assicurarsi come clienti alcuni dei nomi migliori della borghesia milanese, il più importante dei quali è quello di Giorgio Enrico Falck: nel 1906 questi trasforma l'azienda familiare in una società per azioni, le Acciaierie e ferriere lombarde, che usufruiscono stabilmente dei servizi finanziari della casa bancaria Feltrinelli.

### Con le redini della famiglia
Nel 1913 muore lo zio Giacomo Feltrinelli, ma in realtà il ruolo di nuovo capofamiglia è ormai da tempo ricoperto da Carlo Feltrinelli. Le attitudini e gli interessi personali dei fratelli Feltrinelli portano a una spartizione delle diverse attività nelle quali il gruppo è coinvolto. Così, Giuseppe segue principalmente le vicende Edison, Antonio si occupa soprattutto di legnami, Carlo delle questioni bancarie, finanziarie e immobiliari (dal 1913 è anche consigliere della Edison, di cui la Banca è uno dei maggiori azionisti), mentre Pietro è inviato a seguire da vicino gli affari in Transilvania, dove muore suicida all'età di 28 anni.
La conferma ufficiale della posizione particolare ricoperta da Carlo Feltrinelli nell'ambito dell'impero industriale e finanziario di famiglia risulta dalla sua nomina, nel 1915, a membro del comitato centrale amministrativo del Consorzio per sovvenzioni su valori industriali (CSVI), uno strumento voluto dalla Banca d'Italia e dalle maggiori banche italiane per soddisfare le richieste finanziarie delle imprese industriali coinvolte direttamente nelle produzioni belliche (Feltrinelli sarà confermato in questo incarico fino alla fine del 1933).
Il 1918 è un anno decisivo per Feltrinelli: muore il fratello Giuseppe, ma soprattutto nella Edison maturano le scelte che portano alla rottura delle relazioni tra la Società e la Banca commerciale. Il tentativo dell'istituto di piazza della Scala di riprendere il controllo dell'azienda elettrica milanese porta infatti alla lacerazione dei rapporti, e il nuovo amministratore delegato, Giacinto Motta, sigla un nuovo patto d'azione con la Banca italiana di sconto, confermando e rinsaldando nel contempo i legami con le case bancarie milanesi Zaccaria Pisa e Feltrinelli, il cui peso negli equilibri azionari e finanziari del gruppo Edison si rafforza notevolmente.
Le vicende familiari e il continuo ampliamento delle attività, sia nel settore dei legnami sia in quello finanziario (con tutti gli addentellati in campo industriale e immobiliare) spingono Feltrinelli a una riorganizzazione della struttura delle due principali imprese alle quali faceva capo il gruppo. Nel settembre del 1919 la Banca Feltrinelli viene liquidata e al suo posto è costituita, sotto forma di società per azioni, la Banca Unione, dotata di un capitale sociale di 20 milioni di lire: Feltrinelli è presidente, mentre in consiglio d'amministrazione trovano posto, oltre al fratello Antonio e al cugino Giacomo, Giorgio Enrico Falck (che più tardi sarebbe stato nominato vicepresidente della banca) e l'industriale Raimondo Targetti, imprenditore del comparto laniero. Nel dicembre dello stesso anno la Ditta Feltrinelli è trasformata in Società anonima Fratelli Feltrinelli per l'industria e il commercio dei legnami. Il capitale iniziale, pari a 2 milioni di lire (aumentato a 10 milioni l'anno dopo), viene sottoscritto da Feltrinelli e dal fratello Antonio, dalla madre Maria Pretz e dal cugino Francesco; presidente della società è nominato Feltrinelli. A quella data la società dispone di foreste in Austria (in Stiria, Carinzia e Tirolo), in Transilvania e in Italia (in Trentino, nel Cadore, in Carnia, nella Venezia-Giulia e in Sila) e di stabilimenti per la lavorazione del legname in tutto il Paese (a quell'epoca gli impianti sono una decina, destinati ad aumentare fino a sedici nel quindicennio seguente, quando ne vengono inoltre inaugurati una dozzina in Africa orientale, tre in Libia e tre in Albania).

### In cima alla finanza nazionale
Feltrinelli è, nella prima metà degli anni Venti del Novecento, uno dei finanzieri più importanti del Paese, molto noto anche a livello internazionale: in Italia opera in rappresentanza degli interessi diretti della Banca Unione e poi, a partire dal 1924, quando diventa consigliere del Credito italiano, agisce come rappresentante della seconda banca del Paese in una ventina di società. È inoltre il punto di riferimento per una serie di iniziative che gli ambienti bancari e finanziari italiani cercano di allestire nell'area dell'ex Impero asburgico, per i suoi interessi nell'area e per le conoscenze personali.
Tra il 1925 e il 1926 Feltrinelli figura, insieme con Giovanni Agnelli, Riccardo Gualino, Piero Puricelli, Piero Pirelli e Silvio Crespi, tra i promotori della società anonima Autostrada Torino-Milano all'epoca la più lunga d'Italia con i suoi 125,8 km: una conferma che il suo nome si lega alle iniziative della parte più dinamica del capitalismo italiano.
Nel 1928, alla morte di Federico Ettore Balzarotti, Feltrinelli è nominato presidente del Credito italiano.
L'andamento delle attività nel settore dei legnami non registra difficoltà durante gli anni Venti e neppure durante la crisi dei primi anni Trenta, mentre la carica e gli impegni di presidente del Credito italiano assorbono gran parte dell'impegno professionale dell'imprenditore-finanziere.

### Feltrinelli-Pirelli-Motta
La situazione della banca dopo il 1928 si rivela infatti sempre più complessa, perché si trova, analogamente alla Banca commerciale, nella necessità di alleggerire un portafoglio titoli appesantito nel corso degli anni Venti, in coincidenza di un progressivo mutamento delle “banche miste” in “banche holding”.
L'aggravarsi delle difficoltà nel corso del 1930 rende necessaria un'operazione che vede l'intervento massiccio del Governo e della Banca d'Italia: la Società finanziaria italiana (Sfi) assume nel 1931 le partecipazioni industriali del Credito italiano gravate da enormi perdite, mentre i pacchetti azionari delle società elettriche, telefoniche, immobiliari e un pacco di titoli della banca stessa restano nella holding, che assume il nome di Società Elettrofinanziaria, il cui controllo è saldamente nelle mani del gruppo Feltrinelli-Pirelli-Motta.
Nella stessa primavera del 1931 il gruppo tenta inoltre di portare a termine un'operazione che punta all'egemonia sull'intero settore elettrico nazionale, attraverso il controllo della finanziaria Bastogi, ma questa prospettiva trova l'opposizione del presidente della finanziaria Alberto Beneduce.

### Alla ricerca di una soluzione
Una serie di incontri tra Mussolini e Feltrinelli nel corso del 1932 – in una fase di approfondimento della crisi economica e finanziaria – porta alla decisione di alleggerire il Credito italiano dal peso dei debiti della Sfi attraverso l'intervento dell'Istituto di liquidazione, ma l'impossibilità di continuare nella ricerca di soluzioni tampone impone infine la decisione di costituire, all'inizio del 1933, l'Istituto per la ricostruzione industriale (Iri), presieduto da Beneduce.
Il passaggio allo stato delle “banche miste” e delle loro finanziarie, perfezionato nel corso del 1934, comporta la partecipazione del gruppo dirigente del Credito e il costante contatto di Feltrinelli, Pirelli e Motta con Beneduce, alla ricerca della soluzione per districare la complessa vicenda della liquidazione dell'Elettrofinanziaria. L'accordo finale, messo a punto all'inizio del 1935, prevede la costituzione di un sindacato guidato dalla Banca Unione, sempre presieduta da Feltrinelli, per l'acquisto e il collocamento presso gli azionisti Edison di 550.000 delle 600.000 azioni nelle mani dell'Iri: un'operazione del valore di poco meno di 400 milioni di lire. Una grossa fetta delle 550.000 azioni, circa 200.000, viene rilevata da società del gruppo Edison, le quali per finanziare tale acquisto vendono obbligazioni al Credito, ancora presieduto da Feltrinelli. In questa serie di operazioni si evidenzia il ruolo di primo piano esercitato dall'imprenditore-finanziere milanese: malgrado lo Stato assuma il controllo delle banche e quindi anche del Credito italiano, Feltrinelli continua a essere uno dei più importanti finanzieri del Paese e nel 1933 si attivano le pratiche burocratiche per preparare la sua nomina a senatore, che non giungono però a termine. Nell'aprile del 1935 Feltrinelli sarà invece nominato Cavaliere di gran croce della Corona d'Italia.

### Gli ultimi burrascosi anni
Al novembre del 1934 risale un primo controllo di carattere amministrativo che coinvolge negativamente l'attività imprenditoriale di Feltrinelli: alla società anonima Fratelli Feltrinelli venne contestata l'infrazione – «di manifesta gravità» – di esportazione di valuta, in base alle norme in vigore all'epoca, molto severe in materia. La questione, tuttavia, viene risolta senza creare scandali con l'accettazione da parte del Ministero delle finanze di un'oblazione di 500.000 lire della società. L'8 dicembre dello stesso anno il Governo emana tuttavia un decreto ancora più restrittivo in materia di esportazione di divise e di titoli e nell'ottobre del 1935 la Banca d'Italia avvia una serie di controlli su titoli posseduti in Svizzera dalla vecchia madre di Feltrinelli, l'ottantottenne Maria Pretz (all'epoca abitante a Gargnano sul Garda, dove la famiglia aveva fatto costruire un asilo, un ospedale e un ricovero). L'attenzione si rivolge al ritrovamento a suo nome, presso la sede di Zurigo della Società di Banca svizzera, di 165 kg d'oro e di titoli esteri per un valore di circa 2 milioni di lire. I figli Carlo e Antonio, interrogati alla fine di ottobre, si dichiarano ignari della vicenda, dando nel contempo disposizioni per far rientrare in Italia oro e titoli. Feltrinelli tenta di comporre il contenzioso all'inizio di novembre direttamente con il Governatore della Banca d'Italia, Vincenzo Azzolini, per impedire l'avvio della procedura amministrativa contro la madre, ma non riesce a evitare la contravvenzione per omessa denuncia di possesso di titoli all'estero. In un successivo, drammatico, incontro con Beneduce, la situazione precipita e, di fronte alla richiesta di dimissioni immediate da presidente del Credito italiano e da tutti gli incarichi ricoperti in società controllate dall'Iri, Feltrinelli ingerisce una dose di veleno. La morte non è immediata, ma sopraggiunge la sera successiva, l'8 novembre 1935, a Milano.
La responsabilità di tutti gli affari di famiglia ricade allora sulle spalle del fratello Antonio, in perenne contrasto con la cognata, Giannalisa Gianzana Feltrinelli, che dopo la morte del marito si era dedicata alla gestione della sua eredità. A tali difficili, se non burrascose, relazioni va probabilmente fatta risalire la decisione, divenuta esecutiva dopo la morte dello stesso Antonio, nel giugno del 1942, di cedere in eredità la maggioranza delle azioni della Società Fratelli Feltrinelli all'Accademia dei Lincei.

## Archivio
L'archivio di Carlo Feltrinelli (estremi cronologici: 1897-1935) è conservato presso la Fondazione Giangiacomo Feltrinelli di Milano, assieme ai vari altri fondi documentari che testimoniano l'attività professionale dei Feltrinelli, sia l'attività riguardante alcune delle più importanti società costituite da alcuni dei componenti della nota famiglia di imprenditori.

## Omaggi
Gli è stata intitolata una via nella città natale.